# Vyzov
Vyzov (russisk: Вызов) er en russisk spillefilm fra 2023 af Klim Sjipenko.

## Medvirkende
- Julija Peresild som Jevgenija Vladimirovna Beljajeva
- Miloš Biković som Vladislav Nikolajevitj Nikolajev
- Vladimir Masjkov som Konstantin Volin
- Aleksej Grisjin som Gennadij Simonov
- Andrej Sjjepotjkin som Valentin Versjinin
- Aleksandr Balujev
- Igor Gordin som Dmitrij